# Maurice Désiré Garnier
Pour les articles homonymes, voir Garnier.
Maurice Désiré Garnier est un homme politique français né le 14 juillet 1814 à Espinasses (Hautes-Alpes) et mort le 4 février 1896 à Sanremo (Italie).

## Biographie
Vérificateur dans l'administration de l'enregistrement et des domaines, il dirige ensuite à Paris un journal spécialisé sur ce sujet et fonde le répertoire de l'enregistrement. Conseiller général du canton de Chorges, il est député des Hautes-Alpes de 1863 à 1869, siégeant comme indépendant. Il devient conseiller-maître à la Cour des comptes en 1869. Il est à l'origine de la création du canal de Gap.

## Sources
- « Maurice Désiré Garnier », dans Adolphe Robert et Gaston Cougny, Dictionnaire des parlementaires français, Edgar Bourloton, 1889-1891 [détail de l’édition]